# Liksajny
Liksajny (deutsch Nickelshagen) ist ein Ort in der polnischen Woiwodschaft Ermland-Masuren. Er gehört zur Gmina Miłomłyn (Stadt- und Landgemeinde Liebemühl) im Powiat Ostródzki (Kreis Osterode in Ostpreußen).

## Geographische Lage
Liksjany liegt im Westen der Woiwodschaft Ermland-Masuren, 13 Kilometer südwestlich der einstigen Kreisstadt Mohrungen (polnisch Morąg) bzw. 15 Kilometer nordwestlich der heutigen Kreismetropole Ostróda (deutsch Osterode in Ostpreußen).

## Geschichte

### Ortsgeschichte
1325 ist das Gründungsjahr von Nicklaushyn, einem Dorf im späteren Kreis Mohrungen in Ostpreußen. Am 30. Juli 1874 wurde die Landgemeinde Nickelshagen Amtsdorf und damit namensgebend für einen Amtsbezirk im Kreis Mohrungen innerhalb des Regierungsbezirks Königsberg (1905 bis 1945 Regierungsbezirk Allenstein).
Am 1. Dezember 1910 waren in Nickelshagen 567 Einwohner registriert. Ihre Zahl belief sich 1933 azf 482 und 1939 auf 486.
In Kriegsfolge wurde 1945 das gesamte südliche Ostpreußen und mit ihm Nickelshagen an Polen überstellt. Das Dorf erhielt die polnische Namensform „Liksajny“ und ist heute eine Ortschaft innerhalb der Stadt- und Landgemeinde Miłomłyn (Liebemühl) im Powiat Ostródzki (Kreis Osterode in Ostpreußen), von 1975 bis 1998 der Woiwodschaft Olsztyn, seither der Woiwodschaft Ermland-Masuren zugehörig.

### Amtsbezirk Nickelshagen (1874–1945)
Bei seiner Errichtung bildeten sechs Dörfer den Amtsbezirk Nickelshagen. Aufgrund struktureller Veränderungen waren es am Ende noch vier:
| Deutscher Name | Polnische Name  | Anmerkungen                                   |
| -------------- | --------------- | --------------------------------------------- |
| Bagnitten      | Bagnity         | 1928 in den Amtsbezirk Hanswalde umgegliedert |
| Groß Sauerken  | Surzyki Wielkie |                                               |
| Nickelshagen   | Liksajny        |                                               |
| Schmolehnen    | Smolno          | 1928 nach Bagnitten eingemeindet              |
| Winkenhagen    | Winiec          |                                               |
| Wodigehnen     | Wodziany        |                                               |

Am 1. Januar 1945 bildeten nur noch die Orte Groß Sauerken, Nickelshagen, Winkenhagen und Wodigehnen den Amtsbezirk Nickelshagen.

## Kirche
Bis 1945 war Nickelshagen in die evangelische Kirche Jäskendorf (polnisch Jaśkowo) in der Kirchenprovinz Ostpreußen der Kirche der Altpreußischen Union, außerdem in die römisch-katholische Kirche Mohrungen (polnisch Morąg) eingepfarrt.
Heute gehört Liksajny katholischerseits zur Pfarrei St. Bartholomäus Miłomłyn im Bistum Elbląg, evangelischerseits zur Kirche Ostróda in der Diözese Masuren der Evangelisch-Augsburgischen Kirche in Polen.

## Verkehr
Liksajny liegt an einer Nebenstraße im Abschnitt Miłomłyn (Liebemühl)–Małdyty (Maldeuten) der einstigen polnischen Landesstraße 7 bzw. der früheren deutschen Reichsstraße 130. Die neue Schnellstraße 7 führt an der  südwestlichen Ortsgrenze vorbei.
Ein Bahnanschluss besteht nicht mehr. Bis 1945 war Groß Hanswalde (polnisch Janiki Wielkie) die nächste Bahnstation. Sie lag an der Bahnstrecke Elbing–Osterode (Ostpr.)–Hohenstein und wurde in Kriegsfolge stillgelegt und größtenteils demontiert.